# Liliuokalani
Liliuokalani (2. september 1838 – 11. november 1917), oprindeligt navngivet Lydia Kamakaeha, også kendt som Lydia Kamakaeha Paki, med det valgte kongelige navn Liliuokalani, og senere kaldet Lydia K. Dominis, var den sidste monark i Kongeriget Hawaii. Hun blev afsat den 17. januar 1893. Efter sin afsættelse forsøgte hun at starte et oprør for at blive genindsat som regent, men blev sat i husarrest i kongeslottet ʻIolani Palace i Honolulu.
Hawaii blev en del af U.S.A. den 12. august 1898. Statusen som territorium varede, indtil Hawaii blev en delstat i U.S.A. den 21. august 1959.